# George Ivey
George Harrison Ivey (29 tháng 10 năm 1923 - tháng 11 năm 1979) là một cầu thủ bóng đá người Anh thi đấu ở vị trí tiền vệ cánh ở Football League cho York City và ở bóng đá non-League cho Horden Colliery Welfare, West Stanley, South Shields và Easington Colliery Welfare.